# 1635 Bohrmann
1635 Bohrmann eller 1924 QW är en asteroid i huvudbältet, som upptäcktes 7 mars 1924 av den tyske astronomen Karl Wilhelm Reinmuth i Heidelberg. Den har fått sitt namn efter den tyske astronomen Alfred Bohrmann.
Asteroiden har en diameter på ungefär 17 kilometer och den tillhör asteroidgruppen Koronis.